# Lamine Koné
Lamine Koné (Parigi, 1º febbraio 1989) è un calciatore francese naturalizzato ivoriano, difensore del Forward Morges.

## Carriera

### Club

#### Gli inizi
Koné ha iniziato la sua carriera con i club giovanili locali nella regione dell'Île-de-France. Nel 2003, è entrato a far parte del club di seconda divisione Châteauroux e, dopo tre anni nel settore giovanile del club, è stato promosso alla squadra senior per la stagione 2005-2006. Koné ha fatto il suo debutto professionale il 27 aprile 2007 in una partita di campionato contro il Montpellier. Ha trascorso altri tre anni al club accumulando oltre 70 presenze.

#### Lorient
Il 30 luglio 2010 Koné è entrato a far parte del Lorient con un contratto di quattro anni. La commissione di trasferimento è stata fissata a 1 milione di euro. Ha firmato un nuovo contratto triennale il 23 luglio 2013. È stato firmato per sostituire di Laurent Koscielny che si era trasferito all'Arsenal. Koné ha collezionato 139 presenze, segnando sette gol in sei stagioni al Lorient.

#### Sunderland
Il 27 gennaio 2016, firma per il Sunderland, club della Premier League, per una quota non rivelata fino al 2020. Ciò seguì una lunga saga di trasferimenti che in precedenza si era interrotta due volte, e aveva visto Lorient minacciare Sunderland con un'azione legale per aver inizialmente ritirato un accordo. Il 13 febbraio, Koné ha giocato un ruolo importante nell'assicurare una vittoria fondamentale per i Black Cats contro il Manchester Utd. Da un corner all'82 ', Koné si alza per un colpo di testa e mentre la palla si dirige verso la porta, David de Gea e Anthony Martial si ritrovano in un groviglio prima che la palla finisca sulle spalle del portiere spagnolo per un autogol. Koné ha proseguito con due gol contro l'Everton l'11 maggio 2016 in una vittoria per 3-0 che ha salvato il Sunderland dalla retrocessione.
Dopo aver detto al nuovo allenatore David Moyes che voleva lasciare il club ad agosto, Koné ha cambiato idea e alla fine ha firmato un nuovo contratto quinquennale il 14 settembre 2016.

#### Strasburgo
Il 1º agosto 2018 approda in Ligue 1, venendo ceduto in prestito al Strasburgo. Allo Strasburgo è stata anche data la possibilità di ingaggiare definitivamente il difensore centrale alla fine della stagione.
Il 1º giugno 2019, a seguito alla stagione trascorsa in prestito, viene riscattato a titolo definitivo dalla società francese. Di fronte alla folta concorrenza nel reparto difensivo, durante la stagione 2020-2021 il suo impiego diminuisce, a tal punto di portarlo, al termine della stagione, a non prolungare il suo contratto con la società francese, rimanendo svincolato.

#### Losanna
L'8 novembre 2021 firma per il Losanna.

## Statistiche

### Presenze e reti nei club
Statistiche aggiornate all'8 novembre 2021.
| Stagione           | Squadra            | Campionato         | Campionato | Campionato | Coppe nazionali | Coppe nazionali | Coppe nazionali | Coppe continentali | Coppe continentali | Coppe continentali | Altre coppe | Altre coppe | Altre coppe | Totale | Totale |
| Stagione           | Squadra            | Comp               | Pres       | Reti       | Comp            | Pres            | Reti            | Comp               | Pres               | Reti               | Comp        | Pres        | Reti        | Pres   | Reti   |
| ------------------ | ------------------ | ------------------ | ---------- | ---------- | --------------- | --------------- | --------------- | ------------------ | ------------------ | ------------------ | ----------- | ----------- | ----------- | ------ | ------ |
| 2006-2007          | Châteauroux        | L2                 | 5          | 0          | CF+CdL          | 0+0             | 0               | -                  | -                  | -                  | -           | -           | -           | 5      | 0      |
| 2007-2008          | Châteauroux        | L2                 | 16         | 0          | CF+CdL          | 0+0             | 0               | -                  | -                  | -                  | -           | -           | -           | 16     | 0      |
| 2008-2009          | Châteauroux        | L2                 | 27         | 1          | CF+CdL          | 0+3             | 0               | -                  | -                  | -                  | -           | -           | -           | 30     | 1      |
| 2009-2010          | Châteauroux        | L2                 | 26         | 3          | CF+CdL          | 1+0             | 0               | -                  | -                  | -                  | -           | -           | -           | 27     | 3      |
| Totale Châteauroux | Totale Châteauroux | Totale Châteauroux | 74         | 4          |                 | 4               | 0               |                    | -                  | -                  |             | -           | -           | 78     | 4      |
| 2010-2011          | Lorient            | L1                 | 7          | 1          | CF+CdL          | 2+0             | 0               | -                  | -                  | -                  | -           | -           | -           | 9      | 1      |
| 2011-2012          | Lorient            | L1                 | 21         | 1          | CF+CdL          | 1+4             | 0               | -                  | -                  | -                  | -           | -           | -           | 26     | 1      |
| 2012-2013          | Lorient            | L1                 | 32         | 3          | CF+CdL          | 1+1             | 0               | -                  | -                  | -                  | -           | -           | -           | 34     | 3      |
| 2013-2014          | Lorient            | L1                 | 18         | 1          | CF+CdL          | 0+1             | 0               | -                  | -                  | -                  | -           | -           | -           | 19     | 1      |
| 2014-2015          | Lorient            | L1                 | 30         | 1          | CF+CdL          | 0+1             | 0               | -                  | -                  | -                  | -           | -           | -           | 31     | 1      |
| 2015-gen. 2016     | Lorient            | L1                 | 18         | 0          | CF+CdL          | 1+1             | 0               | -                  | -                  | -                  | -           | -           | -           | 20     | 0      |
| Totale Lorient     | Totale Lorient     | Totale Lorient     | 126        | 7          |                 | 13              | 0               |                    | -                  | -                  |             | -           | -           | 139    | 7      |
| gen.-giu. 2016     | Sunderland         | PL                 | 15         | 2          | FACup+CdL       | -               | -               | -                  | -                  | -                  | -           | -           | -           | 15     | 2      |
| 2016-2017          | Sunderland         | PL                 | 30         | 1          | FACup+CdL       | 0+1             | 0               | -                  | -                  | -                  | -           | -           | -           | 31     | 1      |
| 2017-2018          | Sunderland         | FLC                | 24         | 0          | FACup+CdL       | 0+2             | 0               | -                  | -                  | -                  | -           | -           | -           | 26     | 0      |
| Totale Sunderland  | Totale Sunderland  | Totale Sunderland  | 69         | 3          |                 | 3               | 0               |                    | -                  | -                  |             | -           | -           | 72     | 3      |
| 2018-2019          | Strasburgo         | L1                 | 27         | 1          | CF+CdL          | 1+4             | 0+1             | -                  | -                  | -                  | -           | -           | -           | 32     | 2      |
| 2019-2020          | Strasburgo         | L1                 | 18         | 1          | CF+CdL          | 2+1             | 0               | UEL                | 6                  | 0                  | -           | -           | -           | 27     | 1      |
| 2020-2021          | Strasburgo         | L1                 | 15         | 1          | CF              | 1               | 0               | -                  | -                  | -                  | -           | -           | -           | 16     | 1      |
| Totale Strasburgo  | Totale Strasburgo  | Totale Strasburgo  | 60         | 3          |                 | 9               | 1               |                    | 6                  | 0                  |             | -           | -           | 75     | 4      |
| nov. 2021-2022     | Losanna            | ASL                | -          | -          | CS              | -               | -               |                    | -                  | -                  |             | -           | -           | -      | -      |
| Totale carriera    | Totale carriera    | Totale carriera    | 341        | 17         |                 | 29              | 1               |                    | 6                  | 0                  |             | -           | -           | 376    | 18     |

### Cronologia presenze e reti in nazionale
| Cronologia completa delle presenze e delle reti in nazionale ― Costa d'Avorio | Cronologia completa delle presenze e delle reti in nazionale ― Costa d'Avorio | Cronologia completa delle presenze e delle reti in nazionale ― Costa d'Avorio | Cronologia completa delle presenze e delle reti in nazionale ― Costa d'Avorio | Cronologia completa delle presenze e delle reti in nazionale ― Costa d'Avorio | Cronologia completa delle presenze e delle reti in nazionale ― Costa d'Avorio | Cronologia completa delle presenze e delle reti in nazionale ― Costa d'Avorio | Cronologia completa delle presenze e delle reti in nazionale ― Costa d'Avorio |
| Data                                                                          | Città                                                                         | In casa                                                                       | Risultato                                                                     | Ospiti                                                                        | Competizione                                                                  | Reti                                                                          | Note                                                                          |
| ----------------------------------------------------------------------------- | ----------------------------------------------------------------------------- | ----------------------------------------------------------------------------- | ----------------------------------------------------------------------------- | ----------------------------------------------------------------------------- | ----------------------------------------------------------------------------- | ----------------------------------------------------------------------------- | ----------------------------------------------------------------------------- |
| 10-9-2014                                                                     | Yaoundé                                                                       | Camerun                                                                       | 4 – 1                                                                         | Costa d'Avorio                                                                | Qual. Coppa d'Africa 2015                                                     | -                                                                             |                                                                               |
| 9-10-2015                                                                     | Agadir                                                                        | Marocco                                                                       | 0 – 1                                                                         | Costa d'Avorio                                                                | Amichevole                                                                    | -                                                                             | 46’                                                                           |
| 13-11-2015                                                                    | Monrovia                                                                      | Liberia                                                                       | 0 – 1                                                                         | Costa d'Avorio                                                                | Qual. Mondiali 2018                                                           | -                                                                             |                                                                               |
| 17-11-2015                                                                    | Abidjan                                                                       | Costa d'Avorio                                                                | 3 – 0                                                                         | Liberia                                                                       | Qual. Mondiali 2018                                                           | -                                                                             |                                                                               |
| 20-5-2016                                                                     | Budapest                                                                      | Ungheria                                                                      | 0 – 0                                                                         | Costa d'Avorio                                                                | Amichevole                                                                    | -                                                                             |                                                                               |
| 4-6-2016                                                                      | Bouaké                                                                        | Costa d'Avorio                                                                | 2 – 1                                                                         | Gabon                                                                         | Amichevole                                                                    | -                                                                             | 66’                                                                           |
| 8-10-2016                                                                     | Bouaké                                                                        | Costa d'Avorio                                                                | 3 – 1                                                                         | Mali                                                                          | Qual. Mondiali 2018                                                           | -                                                                             |                                                                               |
| 12-11-2016                                                                    | Marrakech                                                                     | Marocco                                                                       | 0 – 0                                                                         | Costa d'Avorio                                                                | Qual. Mondiali 2018                                                           | -                                                                             |                                                                               |
| 15-11-2016                                                                    | Lens                                                                          | Francia                                                                       | 0 – 0                                                                         | Costa d'Avorio                                                                | Amichevole                                                                    | -                                                                             |                                                                               |
| Totale                                                                        |                                                                               | Presenze                                                                      | 9                                                                             |                                                                               | Reti                                                                          | 0                                                                             |                                                                               |

## Palmarès

### Club

#### Competizioni nazionali
- Coppa di Lega francese: 1

Strasburgo: 2018-2019